# Boumbarach
Pour plus de détails, voir Fiche technique et Distribution.
Boumbarach (en russe : Бумбараш, Bumbarash) est un téléfilm soviétique en deux épisodes réalisé par Nikolaï Racheïev et Abram Naroditski en 1972, adapté de la nouvelle éponyme d'Arkadi Gaïdar.

## Distribution
- Valery Zolotoukhine : Semion Boumbarach[2]
- Iouri Smirnov : Gavrila
- Natalia Dmitrieva : Varvara
- Ekaterina Vassilieva : Sofia Tulchinskaïa
- Alexandre Khotchinski : Liovka Demchenko
- Lev Dourov : meunier
- Leonid Bakchtaev : Tchoubatov
- Roman Tkatchouk : Zaplatine
- Nikolaï Doupak : Sovkov
- Lev Perfilov : frère de Boumbarach
- Margarita Krinitsyna : belle sœur de Boumbarach
- Aleksandre Filippenko : Strigounov
- Iossip Naïdouk : bandit
- Alexandre Belina : Iachka, militant villageois

## Fiche technique
- Titre original : Бумбараш
- Production : Studio Dovjenko
- Réalisation : Nikolaï Racheïev, Abram Naroditski
- Scénario : Evgueni Mitko
- Photographie : Vitali Zimovets
- Décors : Roman Adamovitch
- Musique : Vladimir Dachkevitch
- Textes des chansons : Yuli Kim
- Son : Ariadna Fedorenko
- Costumes : Alla Chesterenko
- Montage : Yelizaveta Rybak
- Genre : Film d'aventure
- Langue : russe
- Durée : 137 min.
- Pays : URSS
- Sortie : 1972